# 蒸籠蒸し

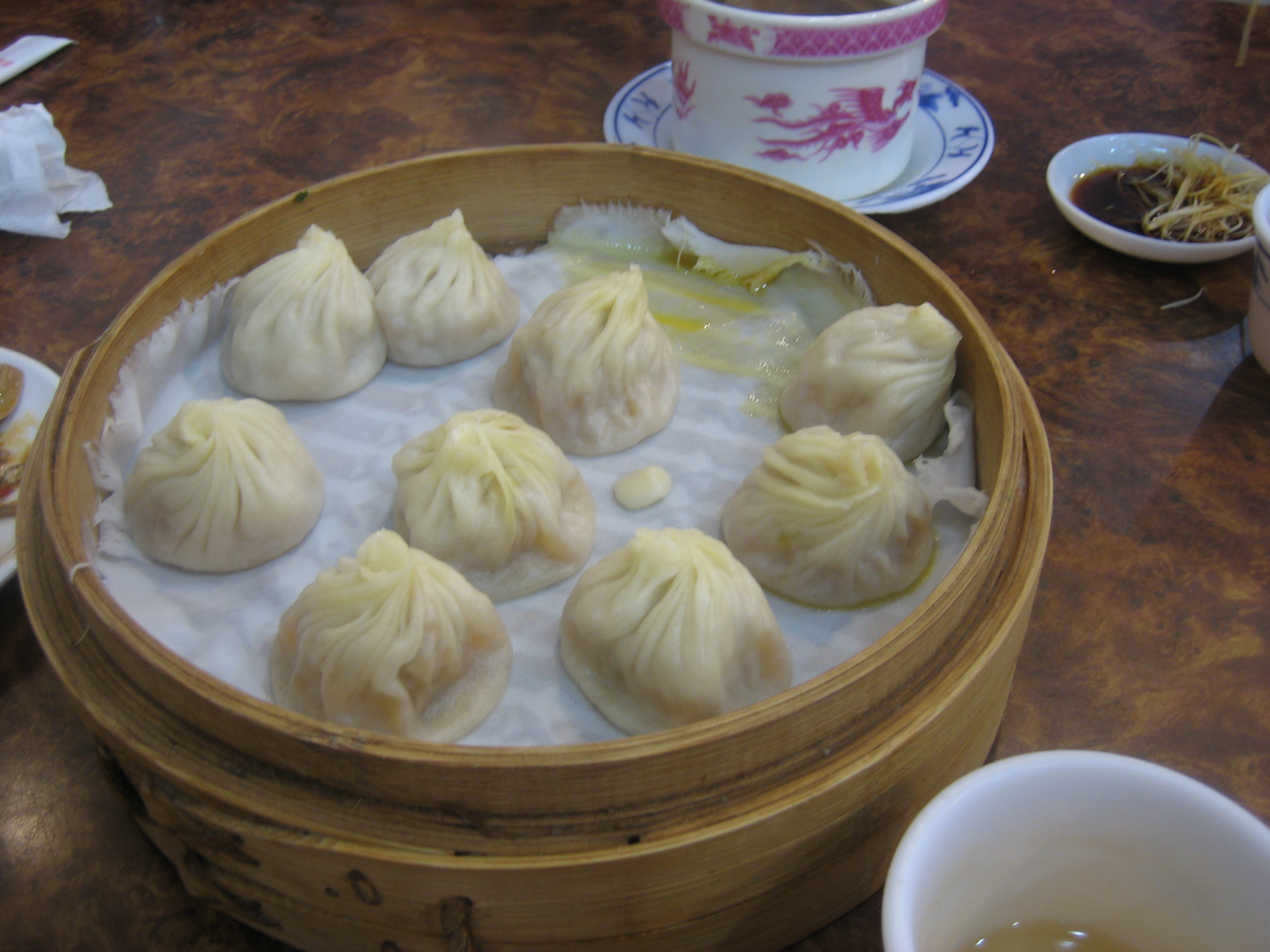
蒸籠蒸しにした小籠包

蒸籠蒸し（せいろむし）は、蒸籠に食品を入れ、下から水蒸気を通す事によって、蒸して加熱をする調理法。または、その調理法で作った料理。
蒸籠蒸しという調理法でもっとも広く作られているものとしては饅頭がある。饅頭を含めた中華料理の点心には蒸籠で蒸すものが多く、皿に乗せた肉や魚も蒸籠で蒸す手法を使う事がある。
日本でもうひとつ広く作られている蒸籠蒸しは、米を使ったおこわや蒸しご飯で、豆や山菜などの具を米に混ぜ込む場合と、米の上に魚介類や錦糸卵などの具を乗せて蒸す場合がある。
福岡県柳川市名物の郷土料理に「鰻のせいろ蒸し」がある。これは、鰻の蒲焼のたれをまぶした飯を1人前用の蒸籠に入れ、蒲焼を載せて蒸したものである。

## よく蒸籠蒸しにされる食品
- 饅頭
- 餃子
- 中華まん - 焼売 - 小籠包
- おこわ（強飯）
- 肉団子